# Домбе (гмина, Кольский повет)
Домбе (пол. Dąbie) — гмина (волость) в Польше, входит как административная единица в Кольский повет, Великопольское воеводство. Население — 6674 человека (на 2006 год), 5757 в 2023 году.

## Соседние гмины
1. Гмина Брудзев
2. Гмина Грабув
3. Гмина Гжегожев
4. Гмина Коло
5. Гмина Косцелец
6. Гмина Ольшувка
7. Гмина Свинице-Варцке
8. Гмина Унеюв

## История
На западе гмины, в деревне Хелмно, в 1941—1945 гг., в период Второй мировой войны, располагался нацистский лагерь смерти.